# Schwimmeuropameisterschaften 1931
Die 3. Schwimmeuropameisterschaften fanden vom 23. bis 30. August 1931 in Paris statt und wurden von der Ligue Européenne de Natation (LEN) veranstaltet. Austragungsort war das Piscine des Tourelles.
Die Schwimmeuropameisterschaften 1931 beinhalteten Wettbewerbe im Schwimmen, Kunst- und Turmspringen sowie das Wasserballturnier der Männer.

## Beckenschwimmen

### Ergebnisse Männer
| Wettbewerb                 | Gold                                                             | Gold    | Silber                                                                   | Silber  | Bronze                                                                        | Bronze  |
| -------------------------- | ---------------------------------------------------------------- | ------- | ------------------------------------------------------------------------ | ------- | ----------------------------------------------------------------------------- | ------- |
| 100 m Freistil             | István Bárány Ungarn                                             | 59.8    | András Székely Ungarn                                                    | 1:00.8  | Pavel Steiner Tschechoslowakei                                                | 1:03.0  |
| 400 m Freistil             | István Bárány Ungarn                                             | 5:04.0  | Jean Taris Frankreich                                                    | 5:04.2  | Paolo Costoli Italien                                                         | 5:16.8  |
| 1500 m Freistil            | Olivér Halassy Ungarn                                            | 20:49.0 | Giuseppe Perentin Italien                                                | 20:50.6 | Paolo Costoli Italien                                                         | 21:09.4 |
| 100 m Rücken               | Gerhard Deutsch Deutsches Reich                                  | 1:14.8  | Aladár Bitskey Ungarn                                                    | 1:15.8  | Károly Nagy Ungarn                                                            | 1:16.2  |
| 200 m Brust                | Toivo Reingoldt Finnland                                         | 2:52.2  | Karl Wittenberg Deutsches Reich                                          | 2:54.4  | Erwin Sietas Deutsches Reich                                                  | 2:55.0  |
| 4 × 200 m Freistil Staffel | Ungarn András Wanié László Szabados András Székely István Bárány | 9:34.0  | Deutsches Reich Karl Schubert Raimund Deiters Hans Balk Herbert Heinrich | 9:48.6  | Königreich Italien Antonio Conelli Sirio Banchelli Ettore Baldo Paolo Costoli | 9:49.0  |

### Ergebnisse Frauen
| Wettbewerb                 | Gold                                | Gold   | Silber                      | Silber | Bronze                         | Bronze |
| -------------------------- | ----------------------------------- | ------ | --------------------------- | ------ | ------------------------------ | ------ |
| 100 m Freistil             | Yvonne Godard Frankreich            | 1:10.0 | Willy den Ouden Niederlande | 1:11.8 | Joyce Cooper Großbritannien    | 1:12.0 |
| 400 m Freistil             | Marie Braun Niederlande             | 5:42.0 | Joyce Cooper Großbritannien | 5:54.0 | Yvonne Godard Frankreich       | 5:55.4 |
| 100 m Rücken               | Marie Braun Niederlande             | 1:22.8 | Joyce Cooper Großbritannien | 1:23.6 | Phyllis Harding Großbritannien | 1:24.8 |
| 200 m Brust                | Cecelia Wolstenholme Großbritannien | 3:16.4 | Jennie Kastein Niederlande  | 3:18.2 | Margery Hinton Großbritannien  | 3:20.4 |
| 4 × 100 m Freistil Staffel | Niederlande                         | 4:55.0 | Vereinigtes Königreich      | 5:00.8 | Ungarn                         | 5:02.2 |

## Kunst- und Turmspringen

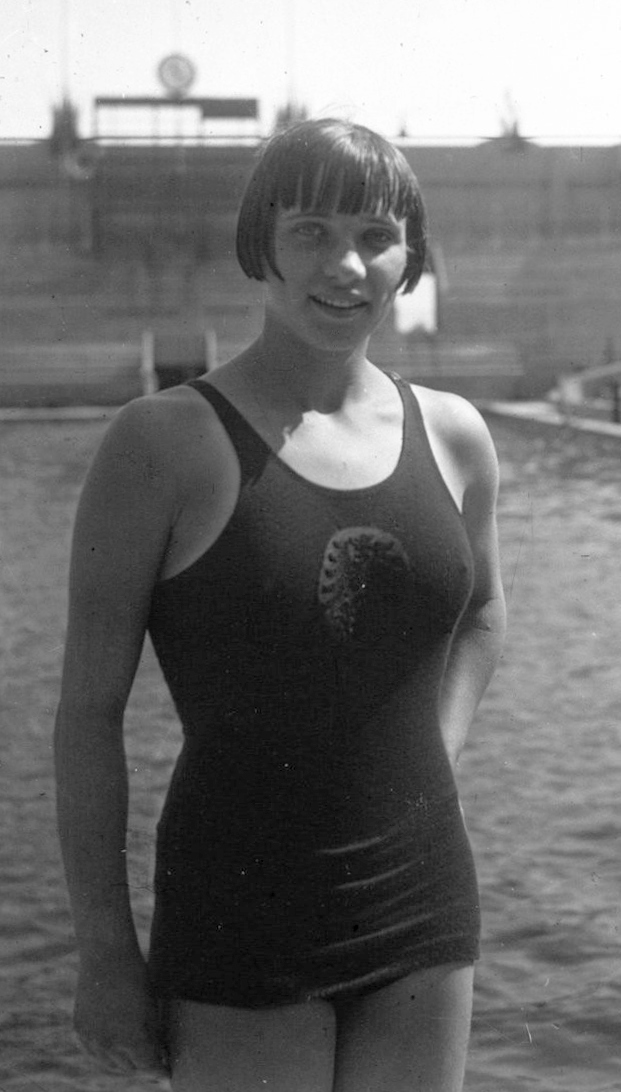
Olga Jensch-Jordan bei der Schwimm-EM 1931

### Ergebnisse Männer
| Wettbewerb | Gold                               | Silber                        | Bronze                             |
| ---------- | ---------------------------------- | ----------------------------- | ---------------------------------- |
| 3 m        | Ewald Riebschläger Deutsches Reich | Maurice Lepage Frankreich     | Willi Neumann Deutsches Reich      |
| 10 m       | Josef Staudinger Österreich        | Willi Neumann Deutsches Reich | Ewald Riebschläger Deutsches Reich |

### Ergebnisse Frauen
| Wettbewerb | Gold                        | Silber                     | Bronze                          |
| ---------- | --------------------------- | -------------------------- | ------------------------------- |
| 3 m        | Olga Jordan Deutsches Reich | Madi Epply Österreich      | Berta Schlüter Deutsches Reich  |
| 10 m       | Madi Epply Österreich       | Ingeborg Sjöqvist Schweden | Renée Cretet-Flavier Frankreich |

## Wasserball

### Ergebnisse Männer
| Wettbewerb | Gold   | Silber          | Bronze     |
| ---------- | ------ | --------------- | ---------- |
| Mannschaft | Ungarn | Deutsches Reich | Österreich |